# Leonardo Cortese
Leonardo Cortese, noto anche con lo pseudonimo di Leo Passatore (Roma, 24 maggio 1916 – Roma, 21 ottobre 1984), è stato un attore, regista e critico teatrale italiano.

## Biografia
Figlio dell'impresario e giornalista napoletano Luca Cortese e di Beatrice Arena, dopo studi universitari nella facoltà di giurisprudenza divenne allievo dell'Accademia Nazionale d'Arte Drammatica e, appena terminati i corsi, esordì sullo schermo nel 1938.
Sul palcoscenico debuttò invece nella stagione 1940-1941, quando ottenne una scrittura dalla compagnia di Filippo Scelzo e quando già cominciava ad essere uno dei primi divi dello schermo del periodo fascista. Nel 1942 fece parte della compagnia diretta da Ermete Zacconi e nel 1943 ottenne un notevole successo al Teatro delle Arti di Roma insieme a Margherita Bagni, Ermete Zacconi e Camillo Pilotto.
A guerra finita formò compagnia con la Bagni e Luigi Almirante e nella stagione 1946-1947 fu ancora con la Bagni, Ermes Zacconi e Olga Villi; nel 1947-1948 ebbe accanto a sé Sarah Ferrati e Scelzo e nel 1948-1949 ancora la Ferrati (poi sostituita dalla Bagni) e Cimara. Nel 1947 partecipò anche a una rivista diretta da Adolfo Celi, E lui dice...  con Alberto Sordi, Olga Villi, Clelia Matania e molti altri.
Sin dal suo debutto cinematografico, fu tra i giovani più applauditi e più quotati sia nell'ante che nel dopoguerra, diventando uno dei beniamini del pubblico, soprattutto di quello femminile. Simpatico e di bell'aspetto, fu uno degli attori più popolari del cinema. Colto e preparato, si cimentò anche nella regia con risultati non disprezzabili, dirigendo il documentario Chi è di scena?, che vinse il primo premio alla Mostra di Venezia del 1952, e due film, Art. 519 codice penale (1952) e Violenza sul lago (1954).
Verso i primi anni cinquanta cominciò a diradare la sua presenza nel cinema per dedicarsi alla nascente televisione, sia come attore sia come regista. L'ultima sua regia cinematografica è datata 1962 in collaborazione con Romolo Marcellini e Tamara Lisizian per Russia sotto inchiesta. Come attore televisivo apparve nell'originale Vacanze ai quartieri alti (1956) diretto da Daniele D'Anza, Capitan Fracassa (1958) e L'isola del tesoro (1959), diretti entrambi da Anton Giulio Majano e nelle commedie ridotte per il piccolo schermo L'osteria della posta di Goldoni (1954), Il delitto di Lord Arthur Savile di Wilde (1954), Il bacio davanti allo specchio e Romeo e Giulietta (1954), e L'ex alunno (1957) di Mosca per la regia di D'Anza.
Più intensa e più significativa fu invece la sua attività di regista televisivo, che Cortese iniziò sin dai primi anni sessanta a cominciare dall'originale La ragazza di Tucnah (1961), cui fece seguito a pochi mesi di distanza Sera d'autunno. Altri originali televisivi da lui diretti furono Mezzanotte con l'eroe (1962), La maestra di canto e L'arma segreta entrambi del 1963 e quindi La lepre finta e Indesiderabile nel 1964.
Nel 1958, per conto della Rai girò un documentario che lo portò con la moglie e la figlia Beatrice in giro per l'Europa, visitando e descrivendo varie località di Francia, Belgio, Germania e Paesi Bassi. Il documentario viene trasmesso ripetutamente sul canale Rai Storia.
Nel biennio 1965-1966 firmò anche la regia degli sceneggiati La figlia del capitano da Puškin e Luisa Sanfelice di Pirro e Talarico, trasmessi entrambi in sette puntate, cogliendo un notevole successo di pubblico e di critica. Ritornò nel 1967 a dirigere l'originale Oltre il buio e ottenne eccellenti consensi con i cinque episodi della serie Sheridan, squadra omicidi con Ubaldo Lay.
Ma i successi maggiori e le lodi della critica gli giunsero soprattutto dalla regia di tre originali televisivi di Casacci e Ciambricco che ottennero notevoli indici di gradimento: La donna di quadri (1968), La donna di cuori (1969) e La donna di picche (1972), sempre con Ubaldo Lay, ognuno dei quali diviso in cinque puntate.
Nel 1968 diresse inoltre Intermezzo domenicale di Norma Edwards, nel 1969 Il diritto dell'uomo e nel 1970 lo sceneggiato Un certo Harry Brent da Durbridge. Sempre di Casacci e Ciambricco è anche l'originale Così per gioco (1979) prima di approdare negli ultimi anni a Gelosia (1980) da Alfredo Oriani e L'Andreana (1982) di Marino Moretti.
Con lo pseudonimo di Leo Passatore scrisse in qualità di critico teatrale su riviste specializzate, come ad esempio il settimanale Idea e su altri giornali. Fu autore anche di un romanzo dal titolo Papà magnifico (Milano, 1950).
Nell'ottobre 1977 rimase vedovo di Margherita Ligios, sposata nel 1941, nel pieno della notorietà cinematografica. Nello stesso anno diresse Traffico d'armi nel golfo, miniserie per la TV, con Renato De Carmine e Lorenza Guerrieri.

## Filmografia
- Jeanne Doré, regia di Mario Bonnard (1938)
- Papà per una notte, regia di Mario Bonnard (1939)
- La vedova, regia di Goffredo Alessandrini (1939)
- Cavalleria rusticana, regia di Amleto Palermi (1939)
- Una romantica avventura, regia di Mario Camerini (1940)
- Alessandro, sei grande!, regia di Carlo Ludovico Bragaglia (1940)
- Giuliano de' Medici, regia di Ladislao Vajda (1941)
- Sissignora, regia di Ferdinando Maria Poggioli (1941)
- Primo amore, regia di Carmine Gallone (1941)
- Il vetturale del San Gottardo, regia di Hans Hinrich e Ivo Illuminati (1941)
- La regina di Navarra, regia di Carmine Gallone (1942)
- Un garibaldino al convento, regia di Vittorio De Sica (1942)
- Incontri di notte, regia di Nunzio Malasomma (1942)
- I 3 aquilotti, regia di Mario Mattoli (1942)
- La vispa Teresa, regia di Mario Mattoli (1943)
- Giorni felici, regia di Gianni Franciolini (1943)
- Addio, amore!, regia di Gianni Franciolini (1943)
- Il fidanzato di mia moglie, regia di Carlo Ludovico Bragaglia (1943)
- Il diavolo va in collegio, regia di Jean Boyer (1943)
- La freccia nel fianco, regia di Alberto Lattuada (1945)
- Il marito povero, regia di Gaetano Amata (1946)
- Le vie del peccato, regia di Giorgio Pàstina (1946)
- Notte di tempesta, regia di Gianni Franciolini (1946)
- Felicità perduta, regia di Filippo Walter Ratti (1946)
- Legge di sangue, regia di Luigi Capuano (1947)
- Il fiacre n. 13, episodi Il delitto e Il castigo, regia di Mario Mattoli (1948)
- Fiamme sulla laguna, regia di Giuseppe Maria Scotese (1949)
- La fiamma che non si spegne, regia di Vittorio Cottafavi (1949)
- Al diavolo la celebrità, regia di Steno e Monicelli (1949)
- Terra senza tempo, regia di Silvestro Prestifilippo (1950)
- Canzone di primavera, regia di Mario Costa (1950)
- Piume al vento, regia di Ugo Amadoro (1951)
- Il capitano di Venezia, regia di Gianni Puccini (1951)
- Verginità, regia di Leonardo De Mitri (1951)
- Art. 519 codice penale, regia di Leonardo Cortese (1952)
- Violenza sul lago, regia di Leonardo Cortese (1954)
- Il conte Aquila, regia di Guido Salvini (1955)
- Adriana Lecouvreur, regia di Guido Salvini (1955)
- L'affondamento della Valiant, regia di Roy Ward Baker (1962)
- Russia sotto inchiesta, regia di Leonardo Cortese, Romolo Marcellini e Tamara Lisizian (1962)
- L'uomo senza volto, regia di Leonardo Cortese (1971)
- L'Andreana, regia di Leonardo Cortese (1982)

## Prosa televisiva RAI
- Romeo e Giulietta, di William Shakespeare, regia di Franco Enriquez, trasmessa il 29 gennaio 1954
- Il delitto di Lord Saville, di Basil Sawson e St. John Clowes, regia di Claudio Fino, trsmaessa il 5 marzo 1954
- L'osteria della Posta, regia di Franco Enriquez, trasmessa il 3 aprile 1954.
- I più begli occhi del mondo, di Jean Sarment, regia di Claudio Fini, trasmessa il 19 marzo 1954
- Nel 1957 ha interpretato Il club dei suicidi con Paolo Carlini, sceneggiato Rai in due puntate, tratto dal racconto di Robert Louis Stevenson.
- La vita degli altri di Guglielmo Zorzi (1957), con Sarah Ferrati e Salvo Randone
- L'armadietto cinese, commedia di Aldo De Benedetti, con Leonardo Cortese, Leo Gavero, Lia Zoppelli, Flora Lillo, Franco Giacobini, Giancarlo Sbragia, regia di Daniele D'Anza, trasmessa il 9 luglio 1956, nel programma nazionale.
- Sera di pioggia, commedia in tre atti di Paola Riccora, regia di Leonardo Cortese, trasmessa il 15/03/1963.
- La coda del diavolo, regia di Leonardo Cortese, trasmesso il 17/07/1964
- Nel 1979 ha diretto lo sceneggiato Così per gioco.

## Doppiaggio
- Dennis Morgan in I tre moschettieri del Missouri, Notte di bivacco
- Gary Cooper in Le tre donne di Casanova (doppiaggio originale)
- Vladimir Družnikov in Il fiore di pietra[1]
- Cary Grant in Arsenico e vecchi merletti
- Rory Mallinson in La fuga
- Gary Merrill in Ti ho visto uccidere
- Gérard Philipe in La bellezza del diavolo